# Русский сельсовет
Русский сельсовет — упразднённое муниципальное образование в составе Курского района Ставропольского края России.
Административный центр — село Русское

## География
Сельское поселение расположено на юге Курского района. Земли сельского поселения граничат с землями Моздокского района Северной Осетии.

## История
С 16 марта 2020 года, в соответствии с Законом Ставропольского края от 31 января 2020 г. № 9-кз, все муниципальные образования Курского муниципального района были преобразованы путём их объединения в единое муниципальное образование Курский муниципальный округ.

## Население
| 1989  | 2002  | 2010  | 2011  | 2012  | 2013  | 2014  |
| ----- | ----- | ----- | ----- | ----- | ----- | ----- |
| 4391  | ↗5410 | ↗5767 | ↘5766 | ↘5684 | ↘5642 | ↗5651 |
| 2015  | 2016  | 2017  | 2018  | 2019  | 2020  |       |
| ↗5713 | ↗5725 | ↗5790 | ↗5884 | ↗5890 | ↘5872 |       |

### Национальный состав
Согласно итогам переписи населения 2010 года:
| №  | Национальность | Численность, чел. | Доля   |
| -- | -------------- | ----------------- | ------ |
| 1  | русские        | 2 444             | 42,4 % |
| 2  | турки          | 1 865             | 32,3 % |
| 3  | кабардинцы     | 432               | 7,5 %  |
| 4  | чеченцы        | 197               | 3,4 %  |
| 5  | осетины        | 197               | 3,4 %  |
| 6  | даргинцы       | 114               | 2,0 %  |
| 7  | цыгане         | 103               | 1,8 %  |
| 8  | армяне         | 85                | 1,5 %  |
| 9  | грузины        | 77                | 1,3 %  |
| 10 | другие         | 253               | 4,4 %  |

## Населенные пункты
На территории сельского поселения находятся 2 населенных пункта:
1. село Русское
2. село Уваровское